# Viikate
Viikate — финская рок-группа из города Коувола. Название группы переводится с финского языка как «коса».
Группа выступает преимущественно в Финляндии, однако были выступления и за её пределами, в частности, в Таллинне в рамках фестиваля Naapurivisa и в Санкт-Петербурге в рамках гастролей фестиваля «Ilosaarirock».

## История

### Первые годы и релизы (1996—1999)
Группа Viikate была основана в 1996 году Каарле (бас, гитара, вокал) и Симеони Виикате (ударные). В таком составе в 1997 году был записан и выпущен первый демо-альбом Piinava Hiljaisuus. В 1998 году был выпущен мини-альбом Vaiennut Soitto, на песню «Hanget» с него был снят видеоклип.
В 1999 году Viikate записали сплит-альбом с группой KLV. Также в 1999 году был выпущен EP Roudasta Rospuuttoon. На песню «Kylymä» был снят видеоклип.

### Alakulotettuja tunnelmia, первые полноформатные альбомы (2000—2001)
В 2000 году Viikate записали третий мини-альбом Alakulotettuja Tunnelmia. В том же году группа записала и выпустила свой первый полноформатный альбом Noutajan valssi.
В 2001 году был записан мини-альбом Valkea ja kuulas. Композиция «Mandshurian kummut» является исполнением в металлическом стиле вальса «На сопках Маньчжурии», написанного Ильёй Шатровым в 1906 году.
Также в 2001 году был выпущен первый официальный сингл Viikate «Odotus».
На третьем полноформатном альбоме Vuoden synkin juhla представлены кавер-версии рождественских песен, а также собственные песни на рождественскую тематику.

### Последующие EP, Surut pois ja kukka rintaan, сборник (2002—2006)
В начале 2002 года был записан пятый мини-альбом Kevyesti medda päää. Позже Viikate выпустили полноформатный альбом Kaajärvi rannat, с которого был выпущен сингл Ei Ole Ketään Kelle Soittaa. Также с альбома был выпущен сингл Nuori Mies Nimetön, на который был снят видеоклип.
В 2003 году был выпущен мини-альбом Iltatähten rusko, и Viikate приступили к записи четвёртого полноформатного альбома Surut pois ja kukka rintaan. С альбома были выпущены синглы «Kaunis Kotkan Käsi» и «Leimu», на последний был снят видеоклип.
В 2006 году вышел сборник Parru pätkiä с композициями из предыдущих альбомов Viikate.

### С 2007
С 2007 по 2008 были выпущены номерные альбомы Marraskuun lauluja I и Marraskuun lauluja II, после которых вышел сборник Marraskuun Singlet.
В 2012 группы Viikate и Kotiteollisuus отправились в совместный тур Joulupipari-2012.
В 2014 был выпущен альбом Panosvyö, состоящий из финноязычных кавер-версий песен группы Motörhead.

## Состав[25]
- Каарле Виикате (Калле Виртанен) — вокал, гитара
- Охто Паллас — перкуссия[26]
- Эрво Виикате (Эркка Коскинен) — бас-гитара, вокал
- Арво Виикате (Ари Тайминен) — гитара, вокал

Бывшие участники
- Симеони Виикате (Симо Кайристола) - ударные

## Дискография

### Полноформатные альбомы
- Noutajan valssi (2000, Ranka Recordings)
- Vuoden synkin juhla (2001, Ranka Recordings)
- Kaajärven rannat (2002, Ranka Recordings)
- Surut pois ja kukka rintaan (2003, Ranka Recordings)
- Unholan urut (2005, Ranka Recordings)
- Marraskuun lauluja I (2007, Ranka Recordings)
- Marraskuun lauluja II (2007, Ranka Recordings)
- Kuu kaakon yllä (2009, Ranka Recordings)
- Kuutamo, Kaiho (2010, Ranka Recordings)
- Petajaverajat (2012, Ranka Recordings)
- Panosvyö (2014)[24]
- Kouvostomolli (2016)
- Rillumarei (2020)
- Askel (2023)

### Синглы
- Piinaava hiljaisuus (1997)[27]
- Odotus (2001)[14]
- Ei ole ketään kelle soittaa (2002)[16]
- Nuori mies nimetön (2002)[28]
- Kaunis kotkan käsi (2003)[18]
- Leimu (2003)[19]
- Leimu (dvd-single) (2003)[20]
- Vesi jota pelkäät (2005)[29]
- Ah ahtaita aikoja (2006)[30]
- Ei enkeleitä (2007)[31]
- Me olemme myöhäiset (2007)[32]
- Orret (2007)[33]
- Viina, terva ja hauta (2009)[34]
- Hautajaissydän (2010) - совместно с Топи Сорсакоски[35]

### Мини-альбомы
- Vaiennut soitto (1998)
- Roudasta Rospuuttoon (1999)
- Alakulotettuja tunnelmia (2000)
- Valkea ja kuulas (2001)
- Kevyesti keskellä päivää (2002)
- Iltatähden rusko (2003)
- Kuolleen miehen kupletti (2004)
- Kesävainaja (2009)
- Linna espanjassa (2010)

### Сплит-альбомы
- Viikate/KLV (1999)

### Сборники
- Kuutamourakat (2004)[36]
- Parrun pätkiä (2006)[21]
- Marraskuun singlet (2008)[22]

### Видеоклипы
- Hanget (1999)
- Kylymä (1999)
- Alakulotettuja tunnelmia (2000)
- Korutonta (2000)
- Viattomien lasten päivä (2001)
- Nuori mies nimetön (2002)
- Leimu (2003)
- Tie (2004)
- Ah ahtaita aikoja (2006)
- Me olemme myöhäiset (2007)
- Viina, terva ja hauta (2009)